# Tatort: Bis zum Hals im Dreck
Bis zum Hals im Dreck ist ein Fernsehfilm aus der Fernseh-Kriminalreihe Tatort der ARD und des ORF. Der Film wurde vom WDR produziert und am 9. Juni 1991 zum ersten Mal gesendet. Er ist die 244. Folge der Tatort-Reihe und die 27. mit Kommissar Schimanski. Anlässlich des 40. Sendejubiläums des Duisburger Tatorts strahlte der WDR am 29. März 2022 eine in HD abgetastete und digital restaurierte Folge aus.

## Handlung
Schimanski nutzt seinen Urlaub für eine Motorradtour auf das Land. Bereits seine Suche nach einem Zeltplatz erweist sich wegen der feindseligen Landbevölkerung als schwierig. Von einem Dorfpolizisten wird er darauf hingewiesen, dass er einen Angelschein braucht. Er rettet Silke, Tochter des Bauern Faber, das Leben, nachdem sie vom Pferd in den See abgeworfen wurde.
Er bringt sie heim und findet bei seiner Rückkehr sein Zelt überfahren vor. Also quartiert er sich in der Dorfschenke ein und trifft dabei auf feindlich gesinnte Bauern. Silke lädt ihn zu ihrem Polterabend ein, bei der er ihren Verlobten kennenlernt, den Tierarzt Dr. Karl-Heinz Ascher, der sichtlich über den Durst getrunken hat. Am nächsten Morgen erscheint der Bräutigam nicht zur Hochzeit und Schimanski findet ihn unweit seines Zeltes am Baum erhängt vor.
Silke ist überzeugt, dass er umgebracht wurde, da Ascher keine Selbstmordabsichten hatte. Die Leiche wird obduziert und es erweist sich, dass er ermordet wurde. Schimanski kann seinen Kollegen Thanner dazu überreden, den Fall auf dem Land näher zu untersuchen. Beim Betreten der Tierarztpraxis können sie ein gelegtes Feuer löschen und finden Dokumente, die beweisen, dass Ascher den Bauern erhöhte Dosen von Tierhormonen verschrieben hat, um ihre Finanzsituation gegenüber den Abnehmern zu sichern. Thanner lässt durch Polizei und Veterinäre die Kühe auf erhöhte Dosen von Aufbauhormonen prüfen und die Tiere nach dem positiven Ergebnis abtransportieren. Diesen Umstand begleiten die Bauern natürlich ablehnend, da sie dadurch ruiniert sind. Doch die Kühe des Bauern Faber sind bereits vor der Enteignung verschwunden. Es stellt sich heraus, dass Faber als zukünftiger Schwiegervater bevorzugt von Ascher behandelt wurde und er die Möglichkeit hatte, mehr Geld für sein Fleisch zu bekommen als die anderen Bauern. Genau dies und auch frühere Reibereien haben die Fabers bei der Dorfgemeinschaft unbeliebt gemacht.
Als letzte Konsequenz belagern die Bauern eines Abends in Schimanskis und Thanners Beisein Fabers Hof, um mit Faber abzurechnen. Fabers Sohn Gustav beginnt eine Schießerei und es gibt Verletzte. Auffälligerweise zieht sich Fabers Pferdeknecht Franz aus der Szene zurück. Schimanski folgt ihm und es wird ihm klar, dass der Scherz am Polterabend gegenüber Ascher nur der Vorwand war, ihn zu töten. Der Knecht gesteht den Mord aus niedrigen Beweggründen. Einerseits wollte er sich an den Fabers aufgrund seiner tragischen Familiengeschichte rächen; andererseits musste Ascher sterben, weil er einen Swimmingpool in sein Geburtshaus bauen wollte.

## Hintergrund
- Das von Tangerine Dream produzierte Lied I Just Want To Rule My Own Life Without You wurde von Chi Coltrane gesungen.
- Drehorte des Films waren das Kloster Kamp und umliegende Gebäude in Kamp-Lintfort, der Zeltplatz und die zugehörigen Ereignisse (Abwurf durch das Pferd, Leichenfund) wurde an einem Weiher nördlich des Steinsees am Spiegelbüchl bei Niederseeon (Landkreis Ebersberg/Oberbayern) gedreht.
- Die Handlung spielt in Nordrhein-Westfalen in einem nicht näher genannten Ort. Die Fahrzeuge dort haben das Kennzeichen IKS.
- Schimanskis Motorrad ist eine BMW R 100 GS in der Ausführung „Paris-Dakar“.